# Виппер, Оскар Юрьевич
Оскар Юрьевич (Георгиевич) Виппер (4 (16) апреля 1870 — 1920?) — русский юрист, обвинитель по делу Бейлиса, действительный статский советник.

## Биография
Родился в семье директора Московского училища живописи, ваяния и зодчества Юрия (Георгия) Францевича Виппера (1824—1891); брат историка, академика Роберта Юрьевича Виппера.
Окончил юридический факультет Московского университета. С 23 сентября 1893 года в службе по судебному ведомству.
Товарищ прокурора Нижегородского окружного суда, в 1903—1908 годах — товарищ прокурора Санкт-Петербургского окружного суда, в 1908—1910 годах товарищ прокурора Новочеркасской судебной палаты, в 1910—1915 годах товарищ прокурора Петербургской (Петроградской) судебной палаты. В 1913 году был командирован Министерством юстиции как государственный обвинитель на процессе по убийству А. Ющинского (дело Бейлиса).
1 января 1914 года произведён в действительные статские советники. С 1915 года товарищ обер-прокурора Уголовного кассационного департамента Правительствующего Сената; в 1917 году проживал в Петрограде по адресу: Надеждинская улица, 3.
Виппер был арестован в апреле 1919 года в Калуге, где работал в губернском продовольственном комитете. Отправлен московским революционным трибуналом в 1919 году в советский концлагерь как «способствовавший царскому правительству в инсценировании „дела Бейлиса“». Обвинителем выступал председатель Революционного трибунала Н. В. Крыленко, который заявил: «Исходя из доказанной опасности его для Республики… пусть же будет у нас одним Виппером меньше» (эта мрачная шутка имела в виду, что ещё оставался его брат Роберт Виппер). Виппер был приговорён ревтрибуналом к заключению в концлагерь «до полного укрепления в Российской республике коммунистического строя».
В июле 1919 г. В. Ф. Климентьев видел Виппера в Бутырской тюрьме «худого до скелетости», «с землисто-серым лицом и потухшими глазами». По сообщению берлинской газеты «Призыв», Виппер был расстрелян в декабре 1919 года; в справочнике «Падение царского режима» указан год смерти — 1920-й.

## Награды
- Орден Святой Анны 2-й степени (1909 год)
- Орден Святого Владимира 4-й степени (1912 год)
- Медали в память царствования Императора Александра III и в память 300-летия царствования Дома Романовых